# Zafod Bíblbrox

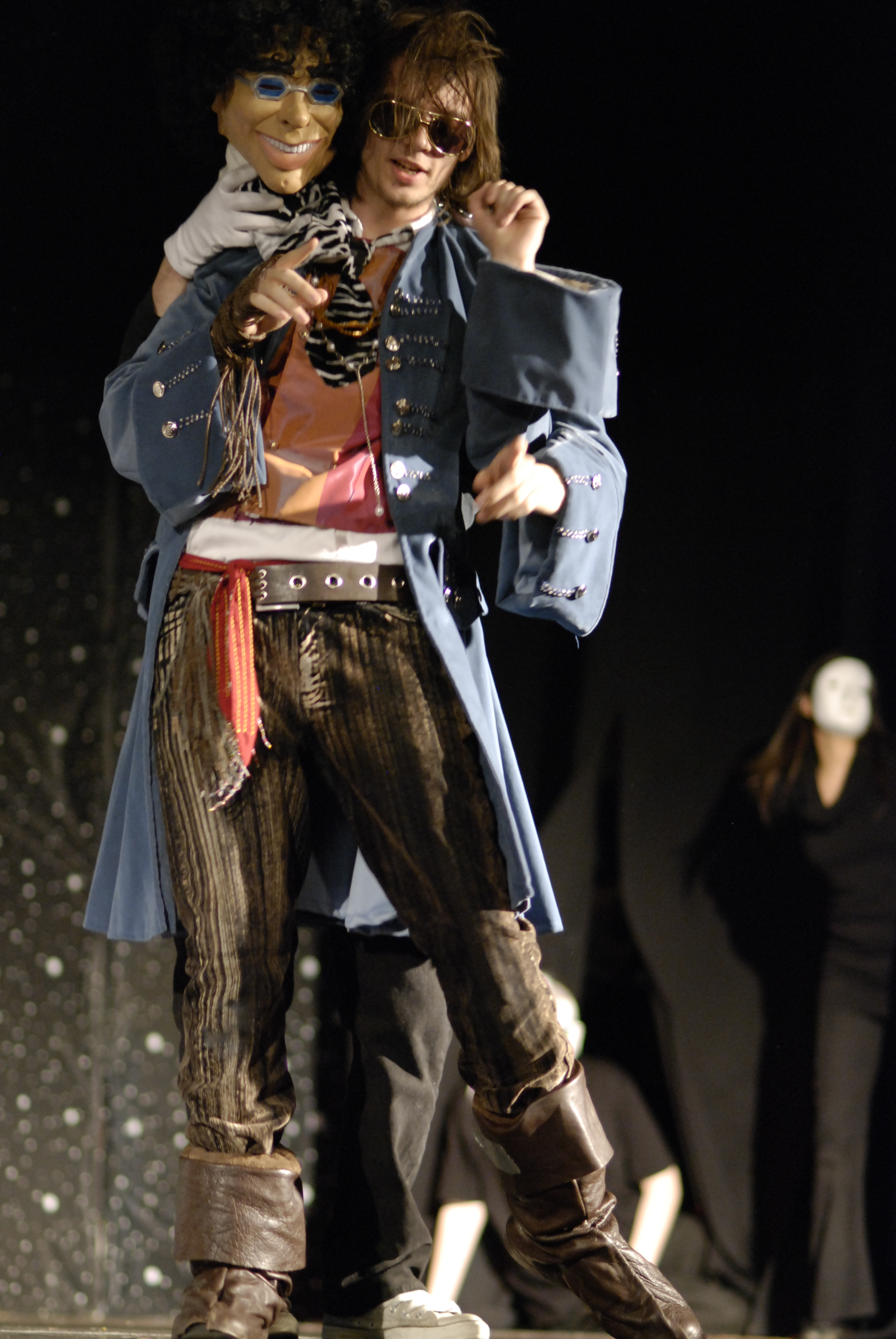
Adam Pope jako Zafod Bíblbrox.

Zafod Bíblbrox (angl. Zaphod Beeblebrox) je prezidentem Galaxie v knize Douglase Adamse Stopařův průvodce po Galaxii. Zafod Bíblbrox je volnomyšlenkářský prezident zvolený hlavně z toho důvodu, že jeho šílené počiny na sebe strhují mnoho pozornosti prostých „občanů“ a tudíž odvádějí pozornost od skutečného dění v galaxii a galaktická rada se tudíž může věnovat své práci. 
Jedním z jeho šílených počinů je, že ukradne vesmírnou loď Srdce ze zlata, která funguje na principu nepravděpodobnostního pohonu. Po zmáčknutí tlačítka start loď vždy odletí neznámo kam.
Zafod si vůbec neuvědomuje, co se kolem něj děje a ze všeho má ohromnou zábavu. Je maniakálním pisatelem novinových článků o sobě, packal v mezilidských vztazích, o němž si většina inteligentních stvoření myslí, že je úplně, ale úplně mimo mísu. Nechal si přidělat třetí ruku, protože doufal, že se tak zlepší v boxu na lyžích. Také si vymazal část mozku a vyryl do něj své iniciály.